# Districtul Barcs
Barcs (în maghiară Barcsi járás) este un district în județul Somogy, Ungaria.
Districtul are o suprafață de 696,47 km2 și o populație de 23.817 locuitori (2013).